# Frederick Haultain

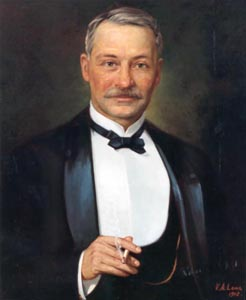
Frederick Haultain

Sir Frederick William Alpin Gordon Haultain (Woolwich, Engeland 25 november 1857 - Montreal, 30 januari 1942) was de eerste premier van de Northwest Territories (NWT), een territorium van Canada. Hij bekleedde deze positie van 1897 tot de creatie van de provincies Alberta en Saskatchewan uit het zuidelijke gedeelte van de NWT in 1905.
Haultain werd geboren in Woolwich, nabij Londen, en verhuisde met zijn ouders naar Canada toen hij drie jaar oud was. Hij studeerde rechten in Toronto en vestigde zich in 1884 in de Northwest Territories waar hij advocaat werd alsmede werkzaam was bij een lokale kranten.
In 1887 nam Haultain zitting in de wetgevende vergadering van het territorium en tien jaar later, op 7 oktober 1897 werd hij aangesteld als premier. Hij nam tevens de portefeuilles Justitie en Onderwijs voor zijn rekening.
Volgens Haultain moest het gebied dat later Alberta en Saskatchewan zou worden één provincie vormen, Buffalo genaamd. Velen meenden dat hij de eerste premier zou moeten worden van een van de twee provincies maar de regerende Liberalen vonden dat onacceptabel omdat Haultain in politieke zin naar de Conservatieven neigde. Nadat Alberta en Saskatchewan op 1 september 1905 formeel tot de confederatie werden toegelaten als provincie nam Haultain zitting in de wetgevende vergadering (Assembly) van Saskatchewan als leider van de oppositie.
Na zijn afscheid van de politiek werd Sir Frederick Haultain benoemd tot opperrechter in Saskatchewan. Later zou hij ook rector van de University of Saskatchewan worden. In 1939 ging Haultain met pensioen en 3 jaar later kwam hij te overlijden. Hij ligt begraven op het terrein van de University of Saskatchewan.
Een provinciaals overheidsgebouw in Edmonton alsmede een berg in nationaal park Jasper zijn naar hem vernoemd. Haultain werd in 1916 geridderd.